# Black Watch
Pour les articles homonymes, voir The Black Watch (homonymie).
« 42e régiment d'infanterie (Royaume-Uni) » et « 73e régiment d'infanterie (Perthshire) » redirigent ici. Pour les articles homonymes, voir 42e régiment et 73e régiment.
Le Black Watch (Royal Highland Regiment) était un régiment d'infanterie écossais formé en 1881 par l'amalgame de deux régiments antérieurs, d'une part le 42nd (Royal Highland) Regiment of Foot, The Black Watch qui remonte à 1739, d'autre part le 73rd (Perthshire) Regiment of Foot qui date lui de 1786.
Plus ancienne unité britannique recrutée parmi les habitants des Hautes-Terres d'Écosse, les Highlanders, ses hommes combattirent en kilt jusqu'à la fin de la Première Guerre mondiale. Depuis 2006, son nom et ses traditions sont maintenus par le 3e bataillon du Royal Regiment of Scotland (abrégé en 3 SCOTS).

## Traditions

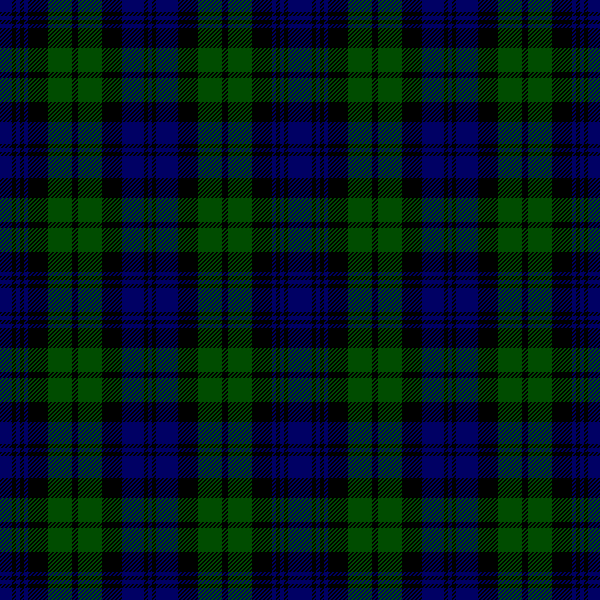
Le tartan du clan Campbell, appelé aussi le tartan Black Watch.

### Surnom
Le mot anglais Watch (« guet », ou « garde ») leur fut attribué car ces unités avait été levées et recrutées comme force de l'ordre dans les Hautes-Terres. On les surnomma alors Highland Watch. Mais à la suite de la seconde révolte jacobite de 1745, ils eurent à réprimer plus durement et à faire respecter les décrets draconiens pris par le Parlement de Grande-Bretagne envers les clans écossais afin d'empêcher toute nouvelle rébellion. Aussi les Écossais les surnommèrent en gaélique Am Freiceadan Dubh, soit en anglais Black Watch.
Deux hypothèses s'affrontent concernant le mot Black. La première fait référence au tartan de leur tenue, de couleur sombre. L'autre renvoie au sentiment de trahison des habitants des Highlands (d'où les soldats de la Black Watch étaient également originaires) et à leur cœur noir puisqu'ils appliquaient les décisions anglaises au lieu de soutenir leurs compatriotes écossais.

### Tenue écossaise
Comme les autres régiments de Highlanders, les hommes du Black Watch portaient le kilt, aux couleurs du clan Campbell (tartan appelé aussi government), porté sans sporran quand ils sont en service. Le régiment passe au pantalon pendant l'entre-deux-guerres, ne portant désormais le kilt que pour les cérémonies et défilés traditionnels.
Du milieu du XVIIIe siècle jusqu'au début du XXe siècle, la coiffure des unités de Highlanders était une toque de plumes noires ; cette coiffe est désormais seulement portée par les joueurs de cornemuse (utilisant le Great Highland bagpipe) lors des cérémonies. En tenue de sortie, la coiffure est actuellement un tam o' shanter (le béret écossais) avec un plumet rouge, ou un glengarry (le calot écossais) noir avec l'insigne du Royal Regiment of Scotland.
Le plumet rouge les distingue des autres régiments des Highlands qui portent un plumet blanc. Cette particularité remonterait aux guerres de la Révolution française, le régiment s'étant distingué en reprenant des canons pris par les Français à Geldermalsen le 4 janvier 1795. Le roi George III pour les récompenser leur fit attribuer le 4 juin 1795 (jour de son anniversaire) le plumet rouge comme signe distinctif pour commémorer cette action. D'autres sources font remonter le plumet à la guerre d'Amérique.

### Insigne

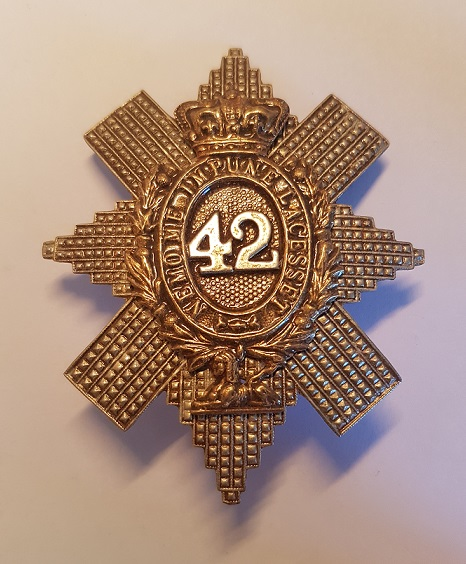
Insigne du d'infanterie britannique (jusqu'à la réforme de 1881).

Le badge régimentaire en métal argenté représente l'étoile de l'ordre du Chardon, symbole royal écossais, les branches étant couvertes de formes imitant de petits diamants. Le centre est occupé par un saint André portant sa croix le tout dans une amande, encerclée par la devise écossaise Nemo me impune lacessit (« personne ne me provoque impunément »), surmontée par une couronne fermée, les bords décorés de chardons et surmontant un sphinx (évocation de la campagne d'Égypte de 1801).
Au début du XIXe siècle, le numéro 42 était inscrit, remplacé à partir de 1881 par le nom de l'unité en majuscules, en haut The Royal Highlanders et en bas Black Watch.

## Historique
Les différentes unités de Highlanders de l'Armée britannique trouvent leurs origines dans les compagnies d'infanterie (les Independent Highland Companies) levées dès le XVIIe siècle parmi les clans écossais loyaux à la Couronne britannique afin de maintenir un semblant d'ordre dans les Hautes-Terres. Ces unités sont levées temporairement, notamment à la suite du soulèvement de Glencairn (1654-1655), puis des rébellions jacobites (1689-1692, 1715 et 1745-1746).
À cette époque, les missions de ces unités étaient de faire respecter les lois de désarmement de l'Écosse (Disarming Act) votées par le Parlement de Grande-Bretagne en 1716, 1725 et 1746, de maintenir la paix entre les clans et de lutter contre le vol de bétail. Pour contrôler les Hautes-Terres, le général George Monck puis le maréchal George Wade firent établir des garnisons à Fort William, Fort Augustus, Fort George (à Inverness), Ruthven, Bernera (en) (à Glenelg (en)) et Inversnaid, reliées par de nouvelles routes construites par les militaires (les Wade Roads (en)).
En 1725, les compagnies sont au nombre de quatre (de 75 à 100 hommes chacune), puis à partir de 1729 six, dont trois issus respectivement des clans Munro (en), Fraser de Lovat (en) et Grant, les trois autres du clan Campbell ; le surnom de Black Watch est mentionné en 1738 (mais ne deviendra officiel qu'en 1861).

### 43rd Foot Regiment

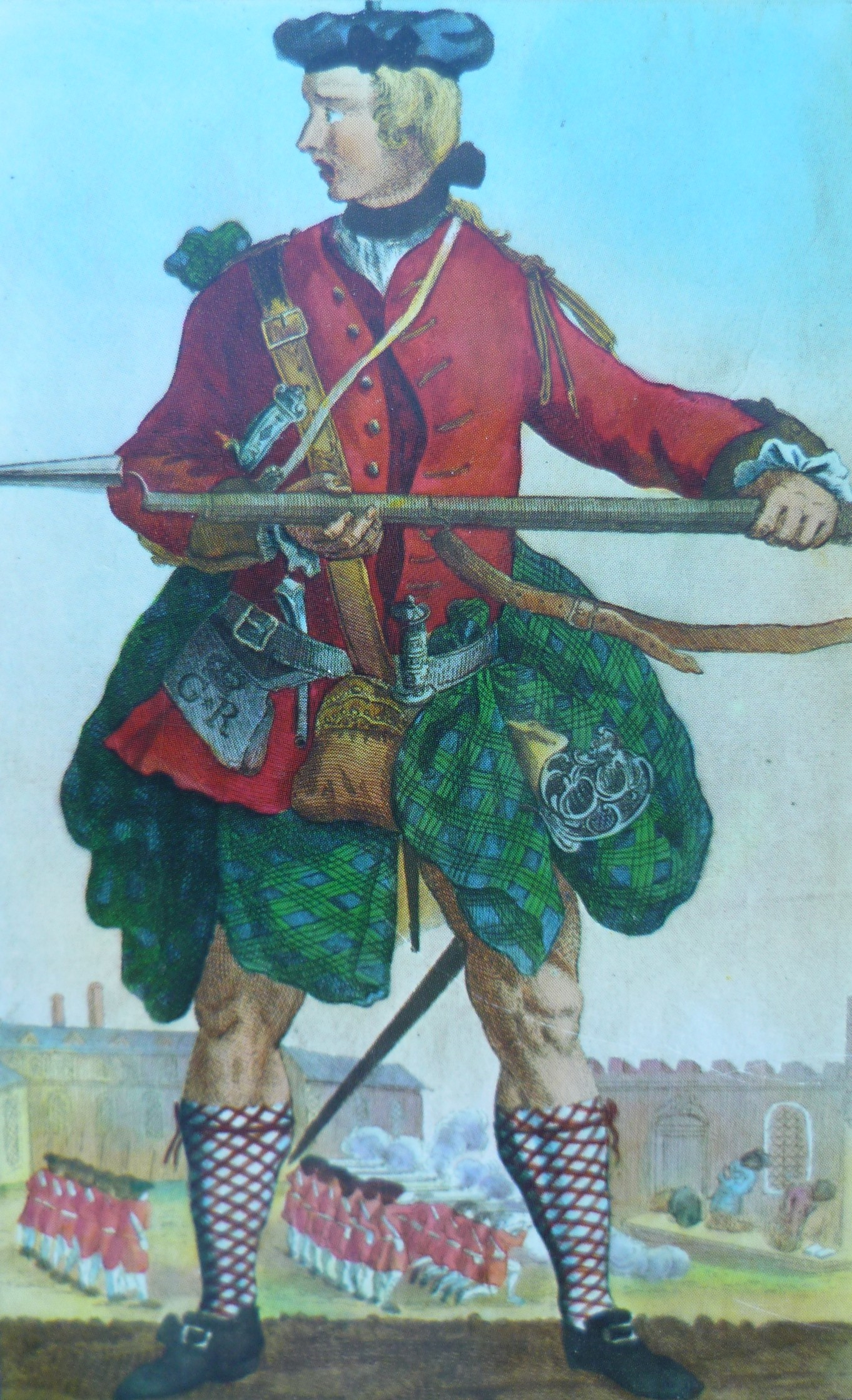
Le caporal Samuel MacPherson du, portant le béret, le fusil Brown Bess et la broadsword ; il fut fusillé à la tour de Londres en 1743. Gravure conservée au National Army Museum à Londres.

Le 25 octobre 1739, John Lindsay, comte de Crawford (en), est commissionné par le gouvernement britannique pour lever quatre compagnies supplémentaires parmi les clans des Hautes-Terres, le total des dix devant être regroupé pour former un régiment de ligne, appelé le Earl of Crawford's Highland Regiment (du nom de son premier colonel), qui prit le rang 43 parmi les régiments à pied britanniques. Le régiment de 780 hommes parada pour la première fois en mai 1740, chaque compagnie portant alors un tartan différent (l'uniformisation se fit quelques années plus tard). Il s'agit donc du plus ancien régiment de Highlanders de l'Armée britannique, devançant le 64e régiment (les Loudon's Highlanders (en)) levé en 1745 et dissous dès 1748.
En 1743, en pleine guerre de Succession d'Autriche, le nouveau régiment reçu l'ordre de faire marcher un bataillon jusqu'à Londres ; la rumeur qu'ils allaient être envoyés aux Amériques provoqua la désertion d'une centaine d'hommes le 17 mai 1743, qui repartirent vers l'Écosse : rattrapés par un régiment anglais de cavalerie à Oundle, les déserteurs se rendirent. La cour martiale les condamna tous à mort, peine commuée en service à Minorque, Gibraltar, en Géorgie et aux Antilles, sauf pour trois meneurs (les caporaux Samuel et Malcolm MacPherson, ainsi que le soldat Farqhuar Shaw).
Le reste du bataillon rejoignit l'armée coalisée (réunissant des troupes britanniques, hanovriennes et néerlandaises) du duc de Cumberland en Flandres et participa à la bataille de Fontenoy le 11 mai 1745, notamment à l'assaut contre le centre français, puis aux combats d'arrière-garde. Une compagnie du 43e régiment restée en Écosse assista côté britannique à la bataille de Culloden le 16 avril 1746, au sein d'un bataillon des Highlands (composé de trois compagnies du 64e, de celle du 43e et de quatre de miliciens du clan Campbell), sans être engagée.

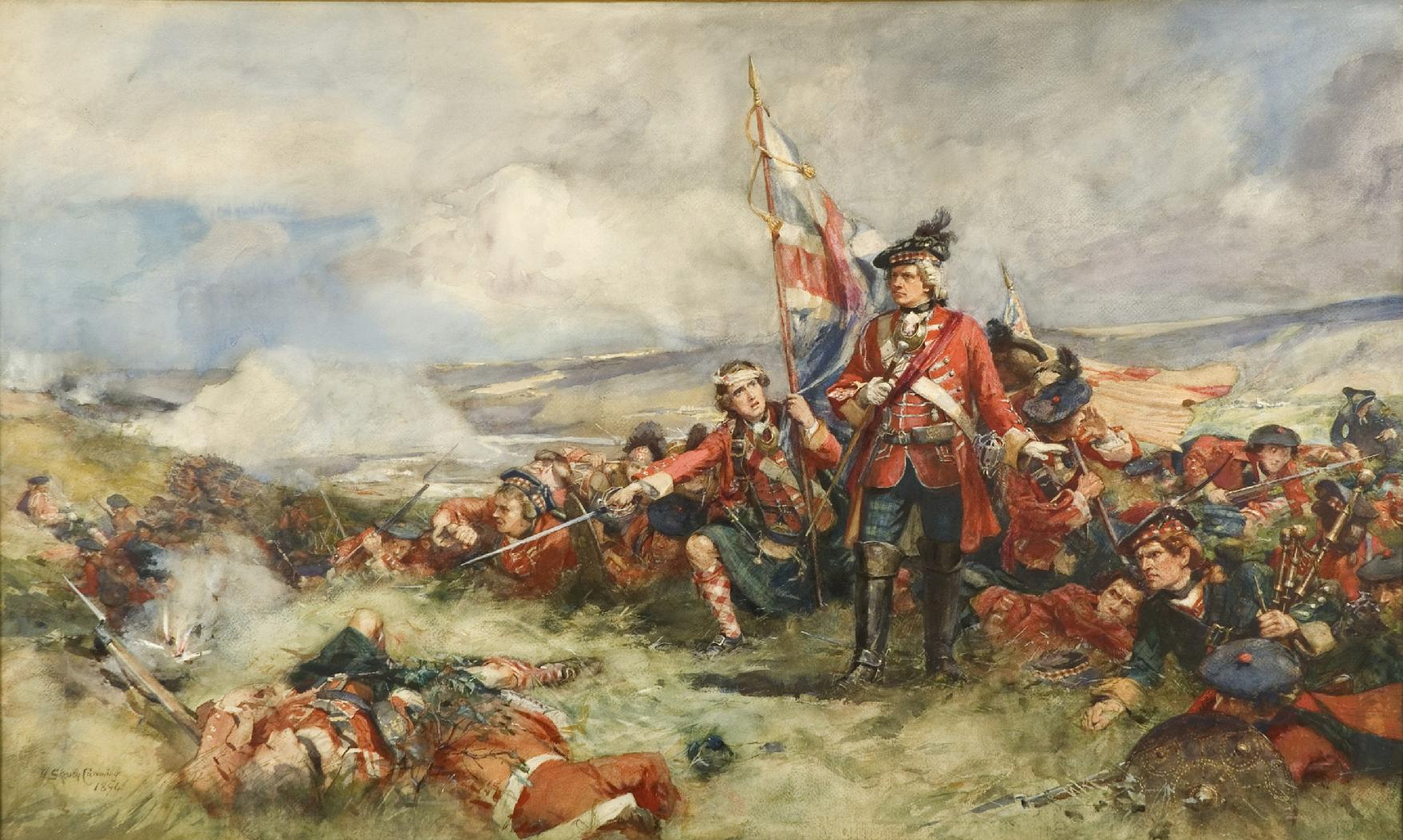
William Skeoch Cumming, The Royal Highland Regiment at Fontenoy, 1745, 1894, peinture exposée au Black Watch Museum, à Perth. Les Highlanders sont couchés pour éviter les boulets de canon, leur commandant, le lieutenant-colonel Robert Munro de Foulis, les faisant se remettre debout que pour repousser l'infanterie française.

### 42nd Foot Regiment

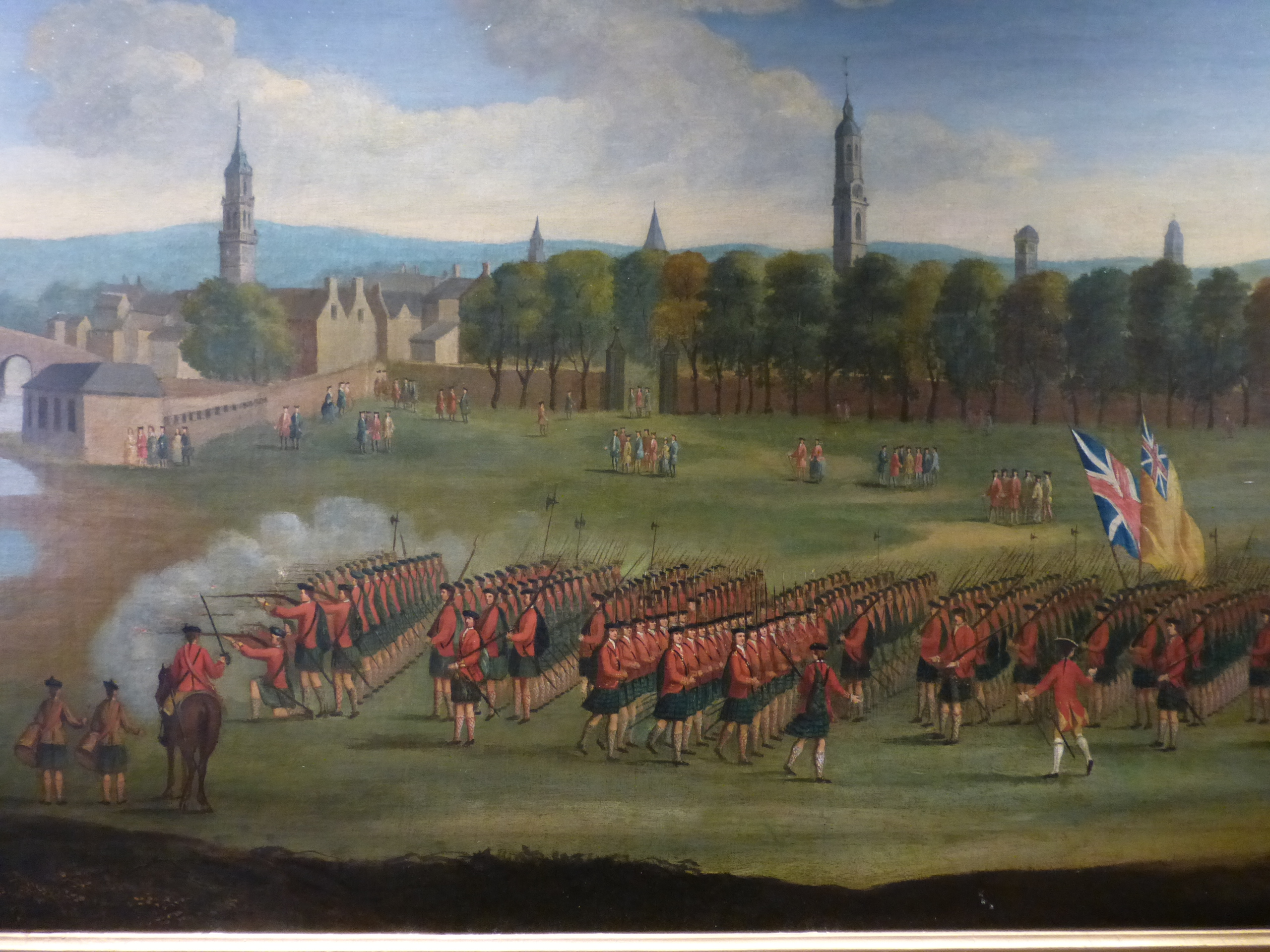
Un bataillon du lors d'une revue sur les rives de la Clyde en amont de Glasgow (le Glasgow Green) le 23 avril 1756, effectuant un tir par peloton ; les hommes portent le béret, le fusil Brown Bess, la veste rouge et le kilt sombre. Les parements (au col, aux manches et aux retroussis) et le drapeau régimentaire sont encore jonquille.

Ce fut en 1751 que le gouvernement britannique changea le rang de l'unité : il prit alors le nom de 42nd (Highland) Regiment of Foot (le 42e régiment à pied), le numéro étant non-attribué depuis la dissolution du régiment d'Oglethorpe (qui a existé en Géorgie de 1737 à 1749). En 1758, un second bataillon du 42e régiment d'infanterie fut formé, bataillon existant jusqu'en 1763. Il fut reformé en 1779 pour être envoyé en Inde et devenir le 73e régiment d'infanterie en 1786.
Pendant la guerre de Sept Ans, le 1er bataillon du régiment fut envoyé en Amérique à partir de 1754. Le 8 juillet 1758, il perdit la majorité de son effectif lors de l'attaque de fort Carillon, chargeant frontalement les retranchements français à Ticonderoga (284 morts et 333 blessés). Il reçut le 22 juillet 1758 le titre de régiment royal (avec les parements bleu qui vont avec) sous la forme 42nd (Royal Highland) Regiment of Foot, puis, renforcé par les hommes de son 2e bataillon, il participa à la prise du fort Ticonderoga en 1759, puis de Montréal en 1760, de la Havane et de la Martinique en 1762. En 1763, le régiment chargea les Amérindiens lors de la bataille de Bushy Run ; en 1767, il débarqua à Cork en Irlande, avant de revenir en Écosse en 1775.
La rébellion d'une partie des colons américains entraîne le rembarquement à Greenock du bataillon dès 1776, les dix compagnies alignant alors un total de 1 012 hommes (dont 931 sont des Highlanders, 74 des Lowlanders, cinq Anglais, un Gallois et un Irlandais). Il participe au débarquement à Long Island le 22 août, à la bataille de Brooklyn le 27 aout et des Harlem Heights le 16 septembre. Les Highlanders se battent à Fort Washington le 16 novembre 1776, à Trenton le 2 janvier 1777, Piscataway le 10 mai, sur la Brandywine le 11 septembre 1777, participent au raid contre New Plymouth en 1778 et au siège de Charleston en 1780, terminant la guerre parmi la garnison de New York.
La paix signée, le bataillon est réduit à huit compagnies, puis est envoyé en octobre 1783 à Halifax. L'unité est en sous-effectif pour réduire les dépenses, tandis que les Fraser (en)'s Highlanders (le 71e régiment, qui a existé de 1775 à 1786) et Macdonald's Highlanders (le 76e, de 1777 à 1784) sont intégrés au 42e ; des vétérans quittent le régiment pour s'installer en Nouvelle-Écosse. Le retour en Grande-Bretagne se fait en août 1789, le régiment tenant garnison au château d'Édimbourg à partir de 1790, avec des compagnies détachées à Inverness, Dundee, Montrose, Aberdeen et Banff ; elles sont chargées de maintenir l'ordre, notamment pendant les Highland Clearances de 1792.

#### Guerres de la Révolution
En 1793, le bataillon est envoyé à Ostende rejoindre l'armée commandée par le duc d'York (le fils cadet du roi George III) pour combattre la jeune République française. À l'automne 1794, les troupes autrichiennes et prussiennes abandonnent aux Français les Pays-Bas autrichiens (l'actuelle Belgique), forçant l'armée coalisée composée de Britanniques, d'Hanovriens et de Hessois à se réfugier aux Provinces-Unies derrière les bras du Rhin, les Highlanders défendant Nimègue ; York est rappelé en décembre 1794, laissant le commandement à William Harcourt. Mais les troupes françaises passent Meuse et Waal gelés, entraînant une retraite britannique précipitée vers le nord-est dans des conditions éprouvantes (gel et maladies). Le 42e étant alors une des rares unités ayant gardé sa cohésion, il est engagé dans une action d'arrière-garde le 4 janvier 1795 à Geldermalsen. Toute la petite armée rembarque ensuite à Brême pour revenir en Grande-Bretagne au printemps 1795.
En octobre et décembre 1795, le régiment fait partie de l'expédition commandée par Ralph Abercromby, s'embarquant à Portsmouth pour les Antilles : deux tempêtes dispersent la flotte, le 42e se retrouvant moitié à Gibraltar, l'autre à la Barbade à partir de février 1796. Les Highlanders participent ensuite à la capture des îles françaises de Sainte-Lucie en mai 1796 et de Saint-Vincent en juin 1796, y subissant les ravages de la fièvre jaune, puis à la tentative contre Porto-Rico en avril 1797. Ils sont de retour à Portsmouth le 30 juillet 1797, avec regroupement à Gibraltar.
En octobre-novembre 1798, quatre régiments dont le 42e reprennent aux Espagnols la citadelle de Port Mahon sur Minorque. En décembre 1800, une petite armée est rassemblée à Malte sous les ordres d'Abercromby, puis s'entraîne au débarquement sur les côtes grecques. Le 1er mars 1801, la flotte jette l'ancre en baie d'Aboukir ; le 8 mars, les 28e, 42e et 58e sont accueillis sur la plage par les troupes françaises, le régiment y perdant 31 morts et 159 blessés. Le régiment est ensuite particulièrement engagé lors de la bataille de Canope le 21 mars 1801 (54 morts et 261 blessés), puis au siège du Caire et enfin au siège d'Alexandrie.

#### Guerres napoléoniennes
La paix d'Amiens permet le retour à Édimbourg, avec une réduction de l'effectif à environ 400 hommes, les autres étant rendu à la vie civile. Le régiment reçut le 6 juillet 1802 le droit de rajouter un sphinx et la mention EGYPT à son insigne. La déclaration de guerre du Royaume-Uni à la France le 23 mai 1803 entraîne la remise sur le pied de guerre des régiments britanniques. Le bataillon du 42e embarque à Leith pour Harwich, puis va camper dans le village de Weeley pour contribuer à la défense du Sud de l'Angleterre ; il est renforcé avec un 2e bataillon fort de 1 343 hommes en juillet 1803. En 1805, le I/42e est envoyé garnisonner à Gibraltar.
En 1808, le 1er bataillon (826 hommes, dont 583 Highlanders, 231 Lowlanders, sept Anglais et cinq Irlandais) débarque au Portugal au sein d'une armée britannique commandée par John Moore, mais face à l'avancée française en Espagne les Britanniques doivent battre en retraite en plein hiver. Le I/42e est durement engagé lors de la bataille de La Corogne le 16 janvier 1809, avant de rembarquer pour Plymouth. En juillet 1809, 758 hommes du I/42e participent au débarquement sur Walcheren, mais il n'en reste que 204 indemnes du paludisme en septembre au retour à Douvres.
Le 2e bataillon arrive à son tour en Espagne en 1810, intégré dans une brigade avec le II/24e (South Wales Borderers) et le I/79e (Cameron Highlanders) au sein de l'armée de Wellington. Le bataillon se bat à Buçaco, sur les lignes de Torres Vedras, à Fuentes de Oñoro en 1811, ainsi qu'aux sièges de Ciudad Rodrigo et de Badajoz en 1812.
Le 1er bataillon remplace le second en Espagne pendant l'été 1812, au sein de la brigade du major-général Denis Pack, composée d'Highlanders : le I/42e, le I/79e (Cameron) et le I/91e (Argyll) régiments. Ensemble, ils participent à la bataille des Arapiles (Salamanque) et au siège de Burgos en 1812, puis à la bataille de Vitoria en juin 1813. La campagne se poursuit ensuite en France en 1813-1814, avec les batailles des Pyrénées, de la Nivelle, de la Nive, d'Orthez et surtout de Toulouse (le 10 avril 1814, sans savoir que Napoléon a abdiqué le 4), où le I/42e laisse 54 morts et 265 blessés.
La paix revenue, la brigade écossaise est envoyée en Irlande. Le II/42e est dissous en octobre 1814. En mai 1815, un bataillon est envoyé à Bruxelles faire partie de l'armée coalisée (Royaume-Uni, Pays-Bas, Hanovre, Nassau et Brunswick) sous les ordres de Wellington. Le 16 juin 1815, le bataillon est chargé par le 5e lanciers français lors de la bataille des Quatre Bras et se fait sabrer avant d'avoir terminé de former le carré, y perdant 54 morts (dont son lieutenant-colonel Robert Macara) et 359 blessés sur un effectif total de 589 hommes.
Le 18 juin 1815, ce qui reste du bataillon reste en défensive derrière la ferme de la Haie Sainte pendant toute la bataille de Waterloo. L'unité s'installe ensuite à Paris, ne rentrant à Édimbourg qu'à la fin 1815.

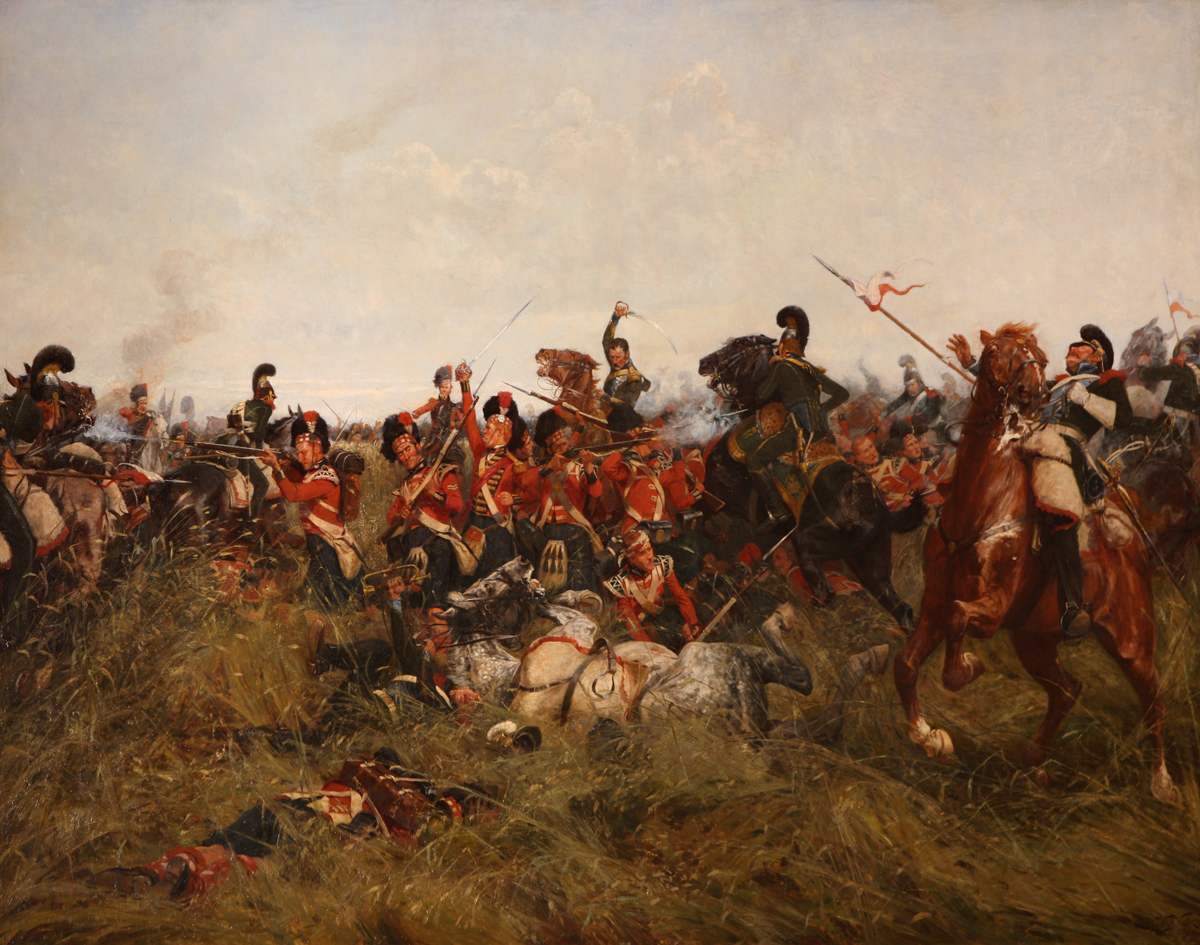
, The Black Watch (42nd Highlanders) at Bay, Quatre Bras, 1894, huile sur toile de conservée au Black Watch Museum à Perth.

#### Période victorienne
Le régiment est de nouveau à Gibraltar de 1825 à 1831. Puis il stationne à Malte, dans les îles Ioniennes, pour rentrer en Grande-Bretagne en 1836. En 1841, il repart dans les îles Ioniennes, tandis qu'un 2e bataillon est remis sur pied en avril 1842, rejoignant le I/42e à Malte en 1843. Puis, ils tiennent garnison aux Bermudes et en Nouvelle-Écosse. En 1852, le II/42e est absorbé par le I/42e, qui retrouve l'Écosse.
Pendant la guerre de Crimée, le bataillon du régiment, fort de 830 hommes et commandé par le lieutenant-colonel Duncan Cameron, est intégré dans la Highland brigade, avec le 79e (Cameron) et le 93e (Sutherland). Les Highlanders arrivent à Scutari sur les rives du Bosphore le 9 juin 1854. Ils débarquent ensuite en Crimée le 14 septembre pour affronter une armée russe pendant la bataille de l'Alma le 20 septembre 1854. Le bataillon passe l'hiver 1854-1855 à Balaklava dans de mauvaises conditions, la logistique britannique étant défaillante. Durant le siège de Sébastopol, c'est le 42e qui prend le 9 septembre 1855 la fortification du Grand Redan abandonnée par les Russes. L'unité rentre à Portsmouth le 24 juillet 1856 : le total des pertes est de 39 morts au combat, 227 morts de maladie (surtout le choléra), ainsi que 140 rapatriés entretemps comme blessés ou malades.
En réaction à la révolte des cipayes contre la Compagnie britannique des Indes orientales, la Highland brigade est regroupée autour de Douvres, passée en revue par la reine Victoria le 4 août 1857, puis embarque pour les Indes ; les différents navires arrivent à Calcutta en octobre et novembre (via le cap de Bonne-Espérance). Cinq compagnies du 42e renforcent la colonne du brigadier Hope Grant, avec le 53e (Shropshire), le 93e (Sutherland) et le 4e Pendjab, qui affronte les mutins le 6 décembre 1857 près de Cawnpore puis les poursuit jusqu'au 9 décembre. Le bataillon du 42e fut regroupé pour marcher ensuite sur Lucknow. Le siège de Lucknow (en) commence le 5 mars 1858 ; les retranchements sont pris d'assaut par le 42e épaulé par le 93e les 9 et 10 mars, perdant cinq morts et 41 blessés, dont le lieutenant Francis Farquharson (en) qui y gagne la première des huit Croix de Victoria du régiment. Le bataillon du 42e participe à une nouvelle colonne envoyée avec le général Robert Walpole contre les rebelles indiens : le 15 avril 1858, quatre compagnies sont lancées contre le fort Ruhya (dans l'Oudh), y perdant neuf morts et 38 blessés, recevant quatre autres Victoria Cross. Les derniers combats du régiment pendant cette campagne furent à Bareli le 5 mai 1858 et sur les rives de la Sharda à Maylay Ghat le 15 janvier 1859.
En 1861, le surnom du régiment fut officiellement rajouté à son nom, sous la forme 42nd (Royal Highland) Regiment of Foot, The Black Watch. À partir de 1873, dans le cadre des réformes Cardwell, le 42e partage désormais avec le 79th Regiment, The Queen's Own Cameron Highlanders le même district de recrutement (le no 57) et le même dépôt à Perth (les Queen's Barracks).
En décembre 1873, le bataillon du 42e part pour l'Afrique sous les ordres de son lieutenant-colonel John Chetham McLeod, pour participer à l'expédition du gouverneur Garnet Wolseley contre les Ashantis (la troisième guerres anglo-ashanti). Il débarque le 22 janvier 1874 dans la colonie de la Côte d'Or (aujourd'hui le Ghana), combat le 30 janvier à Amoaful et le 4 février à Ordashu, prend Kumasi (la capitale adverse) abandonnée et la brûle, puis rembarque rapidement (pour éviter la mauvaise saison) le 27 février. L'unité est de retour à Portsmouth le 23 mars.
Le 22 juillet 1878, le 42e débarque dans le Sud-Est de Chypre, l'État ottoman ayant confié l'île à son allié britannique. Le bataillon passe un été torride (les uniformes sont en laine épaisse) à camper près du lac salé de Larnaca infesté de moustiques, puis près de Kyrenia et enfin de Paphos, avant de repartir le 10 novembre 1878 : les hommes sont massivement touchés par l'hyperthermie, le paludisme et la brucellose, avec un total de 14 morts sur place dus aux fièvres. Le bataillon rentre ensuite par Gibraltar, l'île de Wight et Aldershot, n'arrivant à Édimbourg qu'en mai 1881.

### 73rd Foot Regiment
Un second bataillon du 42e régiment d'infanterie fut créé en mars 1780 : huit officiers du premier bataillon furent détachés pour aider à la levée et l'encadrement du nouveau bataillon. Le second bataillon fut envoyé ensuite au Cap en décembre 1780 avec Norman Macleod of Macleod (le chef du clan MacLeod) comme lieutenant-colonel, puis redirigé en Inde en janvier 1781.
Dans le cadre de la deuxième guerre du Mysore, le bataillon se retrouva assiégé dans Mangalore par l'armée de Tipû Sâhib de mai 1783 au 30 janvier 1874, mangeant les chevaux, les chiens, puis les serpents, les rats et les souris, y gagnant le surnom de The Old Mangalore Regiment. Le bataillon était encore en Inde lorsque le 18 avril 1786 il reçut le statut de 73rd Regiment of Foot (73e régiment d'infanterie). Le 73e participe ensuite à la troisième guerre du Mysore au sein de l'armée de Charles Cornwallis, conflit marqué par le siège de Seringapatam (la capitale du Mysore) en février-mars 1792. La guerre contre la République française amène le bataillon à participer à la prise de Pondichéry en août 1793, puis celle contre la République batave l'envoie sur Ceylan en 1795-1796. La quatrième guerre du Mysore se termine par l'assaut de la citadelle de Seringapatam par les 73e et 74e régiments le 4 mai 1799.

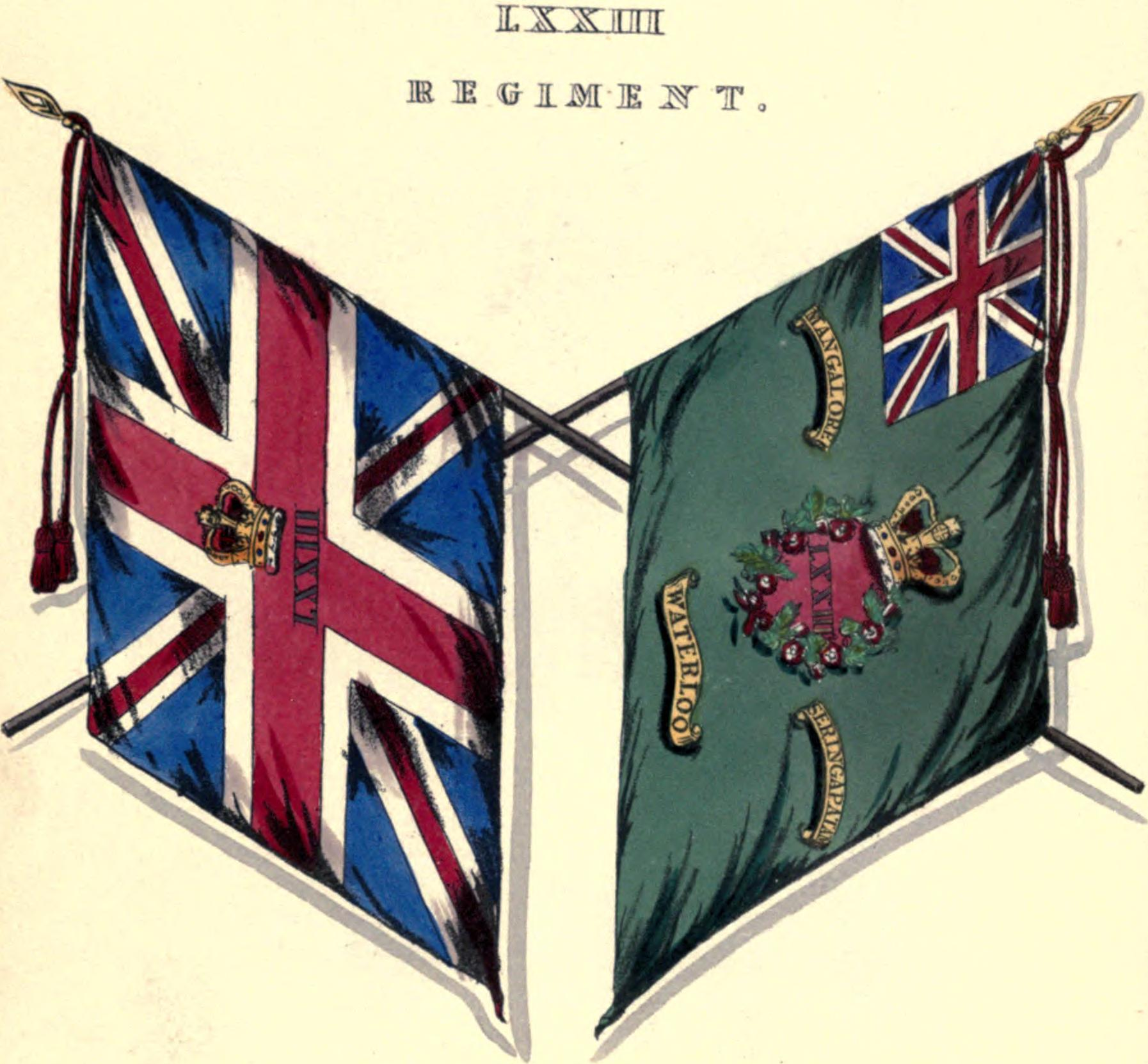
Les drapeaux du : King's Colour (le drapeau du Royaume-Uni) à gauche et Regimental Colour (de la couleur distinctive du régiment) à droite.

Le régiment rentre en Grande-Bretagne en juillet 1806. Le 8 mai 1809, le I/73e s'embarque à Yarmouth à bord du HMS Dromedary (un transport de 24 canons) et du HMS Hindostan (un indiaman de 50 canons construit en teck) pour accompagner son lieutenant-colonel Lachlan Macquarie, qui vient d'être nommé gouverneur de la Nouvelle-Galles du Sud. Ils partent de l'île de Wight le 22 mai, relâchent à Madère, Port Praia, Rio de Janeiro et Le Cap, pour arriver le 28 décembre à Port Jackson. Macquarie libère William Bligh (qui, après la mutinerie du Bounty en 1789, a provoqué à Sydney la révolte du rhum en 1808), tandis que le I/73e a pour fonction de contrôler le New South Wales Corps, ce dernier finalement dissous le 12 mai 1810. Le bataillon (836 hommes, 173 femmes et 301 enfants) quitte la colonie pénitentiaire pour la colonie de Ceylan au printemps 1814 à bord de trois navires, arrivant à Colombo le 18 août 1814.
Le I/73e participe sur l'île de Ceylan à la deuxième guerre kandyenne en 1815. Le rapatriement des soldats invalides du bataillon se termine mal : partis de Galle (sur Ceylan) le 4 avril 1815 à bord de l'indiaman Arniston, ils s'échouent le 3 mai 1815 sur les hauts-fonds près du cap des Aiguilles (en Afrique du Sud) ; il n'y eut que six survivants (sur les 378 personnes à bord, comprenant 14 femmes et 25 enfants, dont les quatre fils du chef du I/73e, le lieutenant-colonel Andrew Giels).
En avril 1809, un second bataillon est créé à Nottingham à partir de miliciens locaux. Ce II/73e n'est donc pas composé majoritairement de Highlanders, mais d'Anglais. En mai 1813, il débarque en Poméranie suédoise, fait partie d'un détachement de l'Armée du Nord (composée d'Allemands, de Suédois et de quelques Britanniques), et participe aux combats contre les Français, notamment à la bataille de la Göhrde (en Allemagne du Nord) le 18 septembre 1813 et à la bataille de Merksem (près d'Anvers) en janvier 1814. Au printemps 1815, le bataillon est ensuite affecté à l'armée coalisée de Wellington. Le II/73e combat à Quatre Bras le 16 juin 1815, puis à Waterloo le 18, recevant en carré onze charges de cavalerie françaises (le bataillon perdant 231 hommes, morts ou blessés, ce jour-là). Le bataillon occupe ensuite Paris, avant de rentrer en Angleterre en décembre 1815.

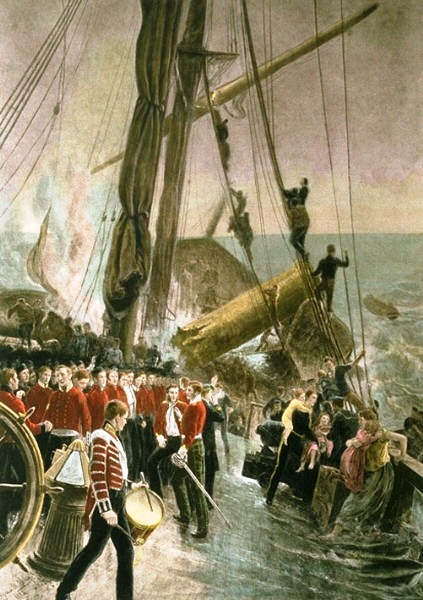
Charles Napier Hemy, Wreck of the Birkenhead, 1892.

En 1817, le I/73e participa à la répression de la révolte d'Uva sur Ceylan, y perdant 412 hommes, compensés par la dissolution du II/73e la même année. Le régiment revient en Europe en novembre 1821, pour caserner à Gibraltar, puis en avril 1838 en Nouvelle-Écosse. En juin 1841, il rentre en Grande-Bretagne, retrouvant en 1845 le titre de régiment écossais, avec le nom de 73rd (Highland) Regiment of Foot. En janvier 1846, le régiment arrive en Argentine dans le cadre de la guerre civile uruguyenne. Puis il est envoyé dans la colonie du Cap pour participer à la septième guerre xhosas ; un détachement sombre avec le transport HMS Birkenhead le 26 février 1852 au large de Gansbaai, donnant naissance à l'expression « les femmes et les enfants d'abord » car il n'y avait pas assez de canots de sauvetage (357 noyés sur 638 passagers, dont 480 militaires de plusieurs unités).
En 1857, le 73e participe à la répression de la révolte des cipayes en Inde. En 1862, le régiment prend le nom de 73rd (Perthshire) Regiment of Foot, du nom du comté de Perth. L'unité est affectée à Hong Kong à partir de 1866, puis revient à Ceylan en 1871 et en Inde en 1874. Dans le cadre des réformes Cardwell, le 73e est couplé en 1873 avec le 90th Regiment of Foot (Perthshire Volunteers) (en) pour partager le même district de recrutement (le no 60), ainsi que le même dépôt : Hamilton Barracks (à Hamilton, près de Glasgow).

### The Black Watch (Royal Highlanders)

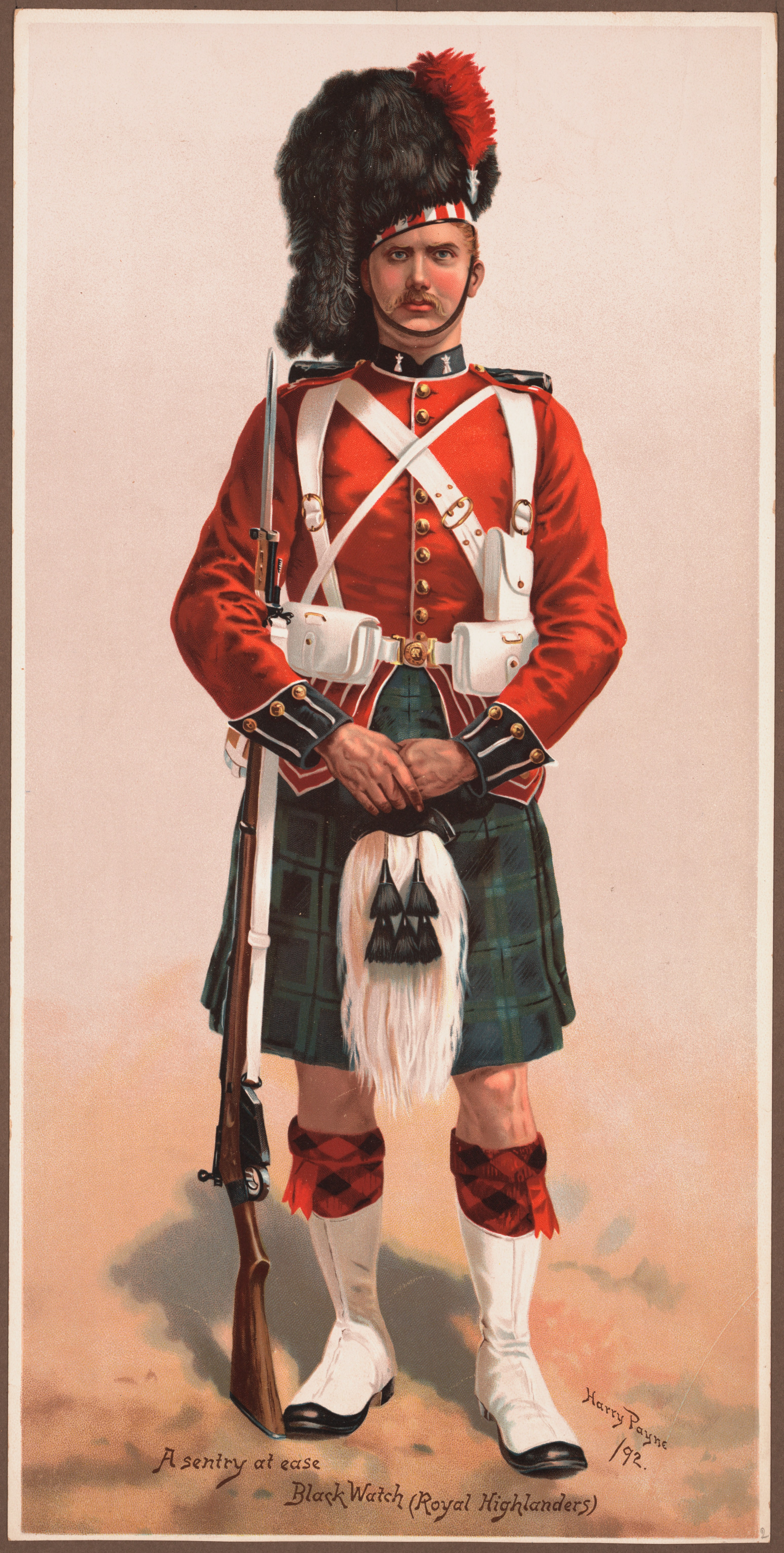
Harry Payne, A sentry at ease, Black Watch (Royal Highlanders), 1892. Cette sentinelle au repos porte la toque de plumes à plumet rouge, la veste rouge à parements bleu, le fusil Lee-Metford, des cartouchières en cuir blanchi, le kilt Campbell et des guêtres blanches.

Le 1er juillet 1881, dans le cadre des réformes Childers, l'amalgame des 42e et 73e régiments d'infanterie créa The Black Watch (Royal Highlanders), un régiment à deux bataillons, l'ex 42e régiment fournissant le premier bataillon et le 73e le second.
Dès 1882, le 1er bataillon du Black Watch est envoyé en Égypte pour la guerre anglo-égyptienne. Pour cette campagne, la brigade des Highland fut reformée, composée sous les ordres du major-général Archibald Alison du 2nd/Highland Light Infantry, du 1st/Black Watch, du 1st/Cameron Highlanders et du 1st/Gordon Highlanders. Le bataillon participa notamment à la bataille de Tel el-Kebir en 1882. Puis il garnisonne dans l'empire britannique : il est encore au Soudan en 1885, à Malte en 1889, Gibraltar en 1892, passe en Égypte en 1893, un demi-bataillon à Maurice et l'autre en Afrique du Sud en 1893 et se regroupe à Sabathu en 1899. En 1901, le bataillon est de nouveau envoyé en Afrique du Sud, à la fin de la seconde guerre des Boers.
Pendant que le 1er bataillon est en service outre-mer, le 2e du régiment reste à Portsmouth, puis au camp d'Aldershot en 1884 ; il s'installe à Belfast en 1889, puis à Limerick en 1892, Glasgow en 1894 et York en 1897. En 1899, le 2e bataillon fut envoyé participer à la seconde guerre des Boers, au sein d'une nouvelle Highland brigade composée du 2nd/Black Watch, 2nd/Seaforth Highlanders, 1st/Argyll and Sutherland Highlanders et 1st/Highland Light Infantry (remplacé en février 1900 par les Gordon Highlanders).
Les deux bataillons, qui ont combattu séparément en Afrique du Sud, repartent chacun de leur côté : le 1er rentre à Édimbourg en 1902, puis est en garnison à Fort George en 1904, au camp de Curragh (en Irlande) en 1906, Limerick en 1908 et Édimbourg en 1911, pour finir à Adelshot à partir de 1912. Quant au 2e, il part en Inde, à Umbella en 1902, Solan en 1905, Dalhousie en 1906, Barian (dans le Nord-Ouest du Pendjab) en 1908, Calcutta en 1911 et Bareilly en 1911.

#### Première Guerre mondiale
À la déclaration de guerre du Royaume-Uni à l'Empire allemand le 4 août 1914, le régiment Black Watch comprend deux bataillons d'active (les 1er et 2e), un bataillon de réserve (le 3e) et quatre bataillons de la Territorial Force (du 4e au 7e). Seul le 1er est immédiatement disponible en Angleterre, alors que le 2e est en Inde et que les autres ne sont qu'ébauchés.
Durant la Première Guerre mondiale, l'Armée britannique gonfle considérablement pour se mettre au niveau de celles des autres puissances européennes : si en août 1914 elle n'envoie que quatre divisions sur le continent, elle en dispose de 70 en 1918. Cette très forte croissance se fait grâce à l'afflux en masse de volontaires, puis à partir de janvier 1916 de conscrits. Comme tous les autres régiments, le Black Watch se voit augmenter de nombreuses nouvelles unités, formant un total de 23 ou 25 bataillons, ce qui en fait le plus gros des régiments écossais. Le régiment britannique n'étant qu'un cadre administratif, chaque bataillon est affecté séparément : plusieurs d'entre-eux furent envoyés au combat, mais pas tous. Sur plus de 30 000 hommes qui ont servi dans le régiment, 8 684 moururent.

##### 1erbataillon
Le 1er bataillon du Black Watch fait partie de la 1re brigade, au côté des prestigieux 1st/Coldstream Guards, 1st/Scots Guards et 2nd/Munster Fusiliers. Cette brigade est intégrée dans la 1re division du major-général Samuel Lomax, dépendant du 1er corps d'armée du lieutenant-général Douglas Haig. La brigade est regroupée depuis quelques années au camp d'Aldershot (près de Portsmouth), ce qui permet de la débarquer au Havre le 14 août et est installé à Harfleur. Le 16 août, il est transporté par les trains français jusqu'au Nouvion, au sud de Maubeuge, autour de laquelle se concentre le Corps expéditionnaire britannique (BEF). Le bataillon entre en Belgique le 23 août en passant par le Grand-Reng, mais n'est pas engagé lors de la bataille de Mons ; il participe ensuite à la Grande Retraite durant treize jours, puis à la bataille de la Marne (à Sablonnières) et la bataille de l'Aisne en septembre 1914 (le lieutenant-colonel Adrian Grant Duff est tué à Moulins), la première bataille d'Ypres en octobre 1914 (où est tué le lieutenant Charles Lindsay Bowes-Lyon) notamment au Nonne Bosschen, enfin à la bataille de Givenchy en décembre 1914.
En 1915, le bataillon est engagé près d'Aubers en mai, puis dans la bataille de Loos en septembre (où Neil Ritchie, alors lieutenant, est blessé). En 1916, dans le cadre de l'offensive de la Somme, il participe aux batailles d'Albert, de Bazentin, de Pozières, de Flers-Courcelette et de Morval. En 1917, c'est l'avance sur la ligne Hindenburg, ainsi que la deuxième bataille de Passchendaele. En 1918, il combat à Estaires, près d'Hazebrouck et de Béthune, puis sur la ligne Drocourt-Quéant, d'Épehy, du canal de Saint-Quentin, de Beaurevoir, sur la Selle, puis sur la Sambre. Le 11 novembre 1918, le bataillon est à Fresnoy-le-Grand près de Bohain.

##### 2ebataillon
Le 2e, stationné au Pendjab au moment de la déclaration de guerre, s'embarque avec toute la 7e division indienne à Karachi le 21 septembre 1914 pour arriver à Marseille le 12 octobre. Le bataillon, sous le commandement d'Arthur Wauchope (depuis 1896), est ensuite engagé dans les combats de La Bassée, de Messines, d'Armentières et de Givenchy.
Le 5 décembre 1915, il s'embarque à Marseille, arrivant à Bassorah le 31 décembre et est intégré à la 7e division indienne pour combattre les troupes ottomanes lors de la campagne de Mésopotamie : batailles de Sheikh Sa'ad (en), de Wadi (en), de Hanna (en), de Dujailia (en), de Sannaiyat et la prise de Kut. Les pertes sont telles que le bataillon est amalgamé le 4 février 1916 avec le 1st/Seaforth Highlanders pour former temporairement le Highland Battalion. Recomplété, le bataillon reprend son nom le 12 juillet 1916 et participe à la prise de Bagdad en mars 1917. Embarqué à Koweit le 1er janvier 1918, le bataillon arrive à Suez le 13 janvier et combat en Palestine, notamment lors de la bataille de Megiddo. Le 31 octobre 1918, à l'arrêt des combats (armistice de Moudros), l'unité est arrivée au nord-est de Tripoli.

##### 3ebataillon
Le 3rd (Reserve) Battalion est organisé à Perth dès le 8 août 1914, sous le commandement du lieutenant-colonel Robert C. Campbell-Preston. En tant qu'unité de dépôt, son rôle n'est que de fournir un entraînement de base aux nouveaux soldats, il resta donc en Écosse (à Nigg (en), près d'Aberdeen) puis fut envoyé en Irlande en novembre 1917, d'abord à Queenstown, puis à Curragh à partir de mars 1918.

##### 1/4ebataillon
Le 1/4th (City of Dundee) Battalion est levé à Dundee en août 1914, formant alors avec les trois autres unités de la Territorial Force du même régiment la Black Watch Brigade.
Le bataillon s'installe à Buddon (près de Carnoustie) en septembre 1914, puis débarque au Havre le 26 février 1915, pour être intégré à la division de Meerut (la 7e indienne) le 4 mars : il est engagé dans les combats de Neuve-Chapelle et de Festubert et finalement amalgamé (du fait des fortes pertes) avec le 2e bataillon le 26 septembre.
Remis sur pied en novembre 1915, le bataillon passe successivement par les 46e, 15e, 51e et 39e divisions. Le 15 mars 1916, il est amalgamé avec le 1/5e pour former le 4/5e, engagé ensuite lors de l'offensive de la Somme dans les combats de la crête de Thiepval, des hauteurs de l'Ancre et de l'Ancre (en). Puis, en 1917, il combat lors de la bataille de Passchendaele (3e bataille d'Ypres). Réduit par ses pertes à l'effectif d'une compagnie, l'unité est complété avec des renforts du 9e bataillon le 14 mai 1918, puis passe à la 15e division (Scottish). Le 11 novembre 1918, le bataillon termine la guerre à Huissignies au sud d'Ath.

##### 1/5ebataillon
Le 1/5th (Angus and Dundee) Battalion est organisé en août 1914 à Arbroath, comme partie de la Black Watch Brigade. Après avoir eu pour mission de défendre le Firth of Tay, il débarque le 2 novembre 1914 au Havre, pour être affecté à la 8e division le 13 novembre. Il est engagé dans le combat de Neuve-Capelle, d'Aubers et de Bois-Grenier. Le 18 octobre 1915, il devient le bataillon de pionniers de sa division (chargé de creuser les retranchements). Le 6 janvier 1916, reconverti en infanterie de ligne, il est transféré à la 51e division (Highland), puis le 29 février à la 39e, pour être finalement amalgamé le 15 mars avec le 1/4e pour former le 4/5th Battalion.

##### 1/6ebataillon
Le 1/6th (Perthshire) Battalion est formé à Perth (chef-lieu du Perthshire) en août 1914, comme partie de la Black Watch Brigade. Sa première mission était la défense du Firth of Forth avec garnison à Queensferry, puis en novembre la même chose à Kinghorn pour le Firth of Tay. Le 16 avril 1915 il arrive à Bedford avec affectation à la Highland Division. Le bataillon débarque à Boulogne le 2 mai 1915. Au sein de la 153e brigade de la 51e division, le bataillon est engagé en 1915 à Festubert et Givenchy, en 1916 pendant la bataille de la Somme (High Wood puis l'Ancre), en 1917 la bataille d'Arras (près de la Scarpe, puis prise de Rœux), puis de Passchendaele (Pilckem Ridge et route de Menin), enfin en 1918 la bataille de Saint-Quentin, de Bapaume, d'Estaires, de Hazebrouck, du Tardenois, de la Scarpe (autour de Monchy-le-Preux) et de la Selle, l'armistice arrêtant le bataillon au nord-est de Cambrai.

##### 1/7ebataillon

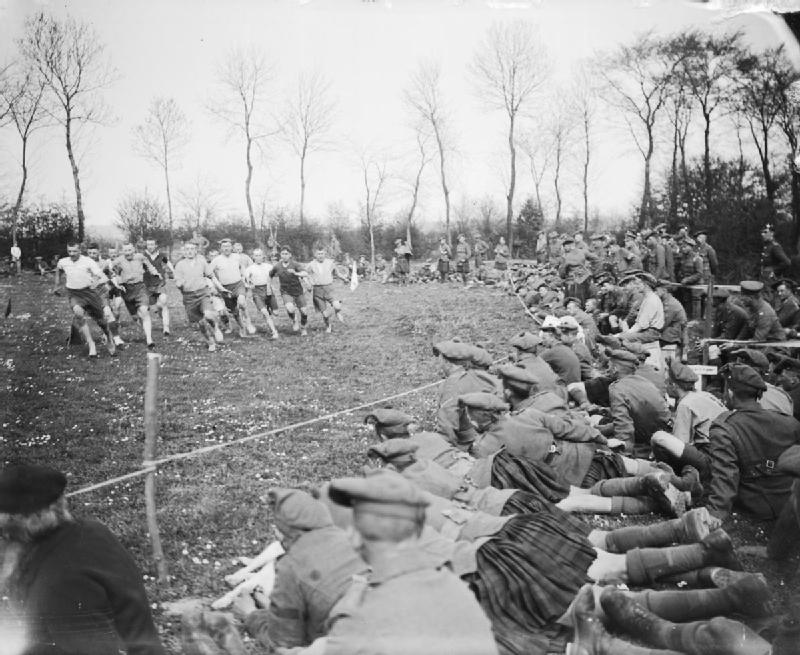
Course lors d'un tournoi sportif pour les soldats du 1/7e bataillon à Bailleul-aux-Cornailles (loin du front, à l'ouest d'Arras) le 10 mai 1917.

Le 1/7th (Fife) Battalion est formé en août 1914 à St Andrews, le chef-lieu du Fife. Son parcours est identique au 1/6e.

##### 2/4e, 2/5e, 2/6eet 2/7ebataillons
Comme les hommes de la Territorial Force étaient censés défendre les îles Britanniques, ceux qui n'étaient pas volontaires pour le service outre-mer furent retirés des unités envoyées en France ; avec eux furent constitués en septembre 1914 de nouveaux bataillons, appelés « territoriaux de seconde ligne », numérotés 2/4e, 2/5e, 2/6e et 2/7e. À partir d'octobre 1915, ils font partie de la 64e division.
Le 2/4th (City of Dundee) Battalion est formé à Dundee, puis affecté à la surveillance du Firth of Tay avec garnison à Broughty Ferry (la banlieue est de Dundee). En janvier 1915, il s'installe à Hawick, puis à la mi-1915 à Bridge of Earn. En novembre 1915, il absorbe ce qui reste du 2/5e ; il est à Norwich à partir de mai 1916, puis à Kelling Heath (sur la côte du Norfolk). L'unité est dissoute le 19 décembre 1917.
Le 2/5th (Angus and Dundee) Battalion est formé à Forfar, puis affecté à la défense du Firth of Clyde à partir du printemps 1915. Il est absorbé par le 2/4e en novembre 1915.
Le 2/6th (Perthshire) Battalion est formé à Perth. Il garnisonne successivement à Hawick, Bridge of Earn, Blairgowrie, Norwich, Taverham et North Walsham. Il est dissous en septembre 1917.
Le 2/7th (Fife) Battalion est formé à St Andrews. Il s'installe à Hawick, puis à Kinghorn, Bridge of Earn, Grangemouth, Norwich, Taverham et North Walsham. Il est dissous en avril 1918.

##### 3/4e, 3/5e, 3/6eet 3/7ebataillons
En mars et avril 1915 furent constitués également quatre unités de dépôt, numérotés 3/4e, 3/5e, 3/6e et 3/7e, formés respectivement à Dundee, Forfar, Perth et St Andrews. Ils sont installés à Bridge of Earn à partir de l'été 1915, puis à Ripon à la fin de l'année. Le 8 avril 1916, ils sont renommés du 4e au 7e bataillons de réserve. Le 1er septembre, le 4e absorbe les autres. En mai 1918, le bataillon s'installe à Édimbourg.

##### 8ebataillon
L'appel aux armes de Lord Kitchener entraînant un énorme afflux de volontaires, cela permet au Black Watch de mettre sur pied en 1914 quatre bataillons supplémentaires dits de la « nouvelle armée », numérotés du 8e au 11e.
Le 8th (Service) Battalion est formé à Perth le 21 août 1914 par Lord Sempill (en) (qui en devient le lieutenant-colonel), avec des volontaires essentiellement du Fife et du Forfarshire. C'est la première unité constituée de la First New Army (K1), affectée à la 9e division (Scottish). Le bataillon s'installe ensuite à Aldershot. En septembre 1914, il est à Maida, en janvier 1915 à Alton, puis en mars à Bordon.
Via Folkestone, il débarque à Boulogne le 10 mai 1915. Il participe en 1915 à la bataille de Loos, y perdant en trois jours 511 morts (dont Fergus Bowes-Lyon) et blessés (dont Lord Sempill) ; en 1916 aux combats d'Albert, de Bazentin, du bois de Delville et du Transloy ; en 1917 des combats sur la Scarpe, à la première bataille de Passchendaele et à celle de Cambrai ; en 1918 à la bataille de Saint-Quentin, celle de Bapaume, de la Lys (à Messines, Bailleul et autour du mont Kemmel), la quatrième bataille d'Ypres et à la bataille de Courtrai. Le jour de l'armistice, le bataillon est à Harelbeke, au nord de Courtrai. Le bataillon a perdu de 1915 à 1918 un total de 1 192 morts, 518 disparus et 1 766 blessés.

##### 9ebataillon
Le 9th (Service) Battalion est formé à Perth le 13 septembre 1914 comme unité K2, puis va à Aldershot pour faire partie de la 15e division (écossaise). Comme les autres bataillons de Lord Kitchener, ses volontaires restent en tenue civile jusqu'en octobre, les kilts n'étant distribués qu'en janvier 1915. Le bataillon est ensuite à Liss, Chisledon, et Tidworth en mai 1915. Il débarque à Boulogne le 8 juillet 1915 ; il est engagé en 1915 dans la bataille de Loos, y perdant 701 morts et blessés sur un effectif de 940 ; en 1916 dans celles de Pozières, de Flers-Courcelette et du Transloy ; en 1917 la bataille d'Arras et celle de Passchendaele (Pilckem et Langemark (en)) ; en 1918 dans la seconde bataille de la Somme (près de Bapaume et d'Arras). L'unité est réduite à ses cadres (soit 61 hommes) en mai 1918 (le surplus transféré au 4/5e bataillon), et passe à la 39e division le 21 mai, puis ce qui reste se rembarque à Boulogne pour l'Angleterre le 17 juin.
Installé à Deal, dans le Kent, le bataillon est reconstitué en absorbant le 15e bataillon le 19 juin. Après un mois d'entraînement à Aldershot, renommé 2/9th (Service) Battalion, il redébarque à Boulogne le 28 juillet pour rejoindre la 16e division (irlandaise). Il participe à l'avancée finale jusqu'en octobre, puis termine la guerre à refaire les routes ; l'armistice le trouve près de Rumes au sud-ouest de Tournai.

##### 10ebataillon
Le 10th (Service) Battalion est formé à Perth le 13 septembre 1914 comme unité de troisième vague (K3), affectée à la 26e division. Le bataillon est à Salisbury Plain, puis à Bristol en novembre 1914, enfin à Sutton Veny. Il débarque à Boulogne le 20 septembre 1915 et monte en ligne en octobre à Fontaine-lès-Cappy puis à Carnoy en guise d'entraînement à la guerre de tranchées.
Puis, il embarque à Marseille le 12 novembre à bord du HMS Magnificent transformé en transport de troupes pour arriver à Alexandrie le 18 novembre, puis à Salonique le 24 novembre. Le bataillon est engagé contre les troupes bulgares en 1916 (Horseshoe Hill, au sud-ouest du lac Doïran) et en 1917 (bataille de Doiran (en)). Il quitte sa division en juillet 1918, s'embarque à Itea (en Phocide) à bord du paquebot (ex-russe et désormais français) Odessa et arrive à Tarente le 7 juillet 1918 ; il rejoint ensuite la France en train, débarquant finalement à Abancourt. Le 21 juillet, il passe à la 66e division avec mission de surveiller les axes de transport à l'arrière du front. Il est finalement dissous du 20 septembre au 15 octobre 1918 à Haudricourt, ses hommes transférés en renfort aux 1er, 6e et 14e bataillons.

##### 11ebataillon
Le 11th (Service) Battalion est formé à Perth en octobre 1914 comme unité de quatrième vague (K4). Il est d'abord affecté à la 34e division et installé à Nigg (en). En avril 1915, il est converti en bataillon de réserve. Il est à Tain, puis à Catterick à partir d'octobre 1915 et à Dunfermline en mai 1916. Le 1er septembre 1916, il est renommé le 38th Training Reserve Battalion.

##### 12ebataillon
Le 12th (Labour) Battalion est formé à Blairgowrie en mai 1916. Il passe en France en juin 1916. En avril 1917, il devient les 5e et 6e compagnie du Labour Corps.

##### 13ebataillon
Le 13th (Scottish Horse Yeomanry) Battalion est formé le 1er octobre 1916 en Égypte à Abbassia (près du Caire) à partir de trois régiments de cavalerie (Yeomanry) démontés, les 1st, 2nd & 3rd Scottish Horse. Le bataillon arrive à Salonique le 21 octobre 1916 et passe sous le commandement de la 27e division : il est engagé contre les Bulgares en 1916 (combat de la Tumbitza Farm) et 1917 (prise de Homondos). Il arrive en France en juin 1918, à Forges-les-Eaux, avec transfert le 15 juillet 1918 à la 50e division. Il participe ensuite à bataille de la ligne Hindenburg (canal de Saint-Quentin et combat de Beaurevoir), la seconde bataille de Cambrai, la bataille de la Selle et celle de Valenciennes. Le bataillon termine la guerre à Semousies au nord d'Avesnes.

##### 14ebataillon
Le 14th (Fife & Forfar Yeomanry) Battalion est formé en Égypte au camp de Moascar (près d'Ismaïlia) le 21 décembre 1916 à partir des cavaliers démontés du Fife & Forfar Yeomanry, au sein de la 74e division (Yeomanry). En 1917, le bataillon est engagé lors de la seconde bataille de Gaza, puis la troisième, la capture de Beersheba et Sheria (en), puis de Jérusalem ; en 1918, à la bataille de Tell'Asur (en). Le bataillon débarque à Marseille le 7 mai 1918, pour être envoyé au combat pendant la seconde bataille de la Somme, la bataille de la ligne Hindenburg et l'avance finale d'Artois en Flandres, finissant la guerre à l'est de Tournai.

##### 15ebataillon
Le 15th Battalion est formé à Deal, dans le Kent, le 1er juin 1918, puis ses hommes sont rapidement transférés au 9e bataillon.

### The Black Watch (The Royal Highland Regiment)
Ce fut en 1931 que le Black Watch obtint son nom de The Black Watch (The Royal Highland Regiment).

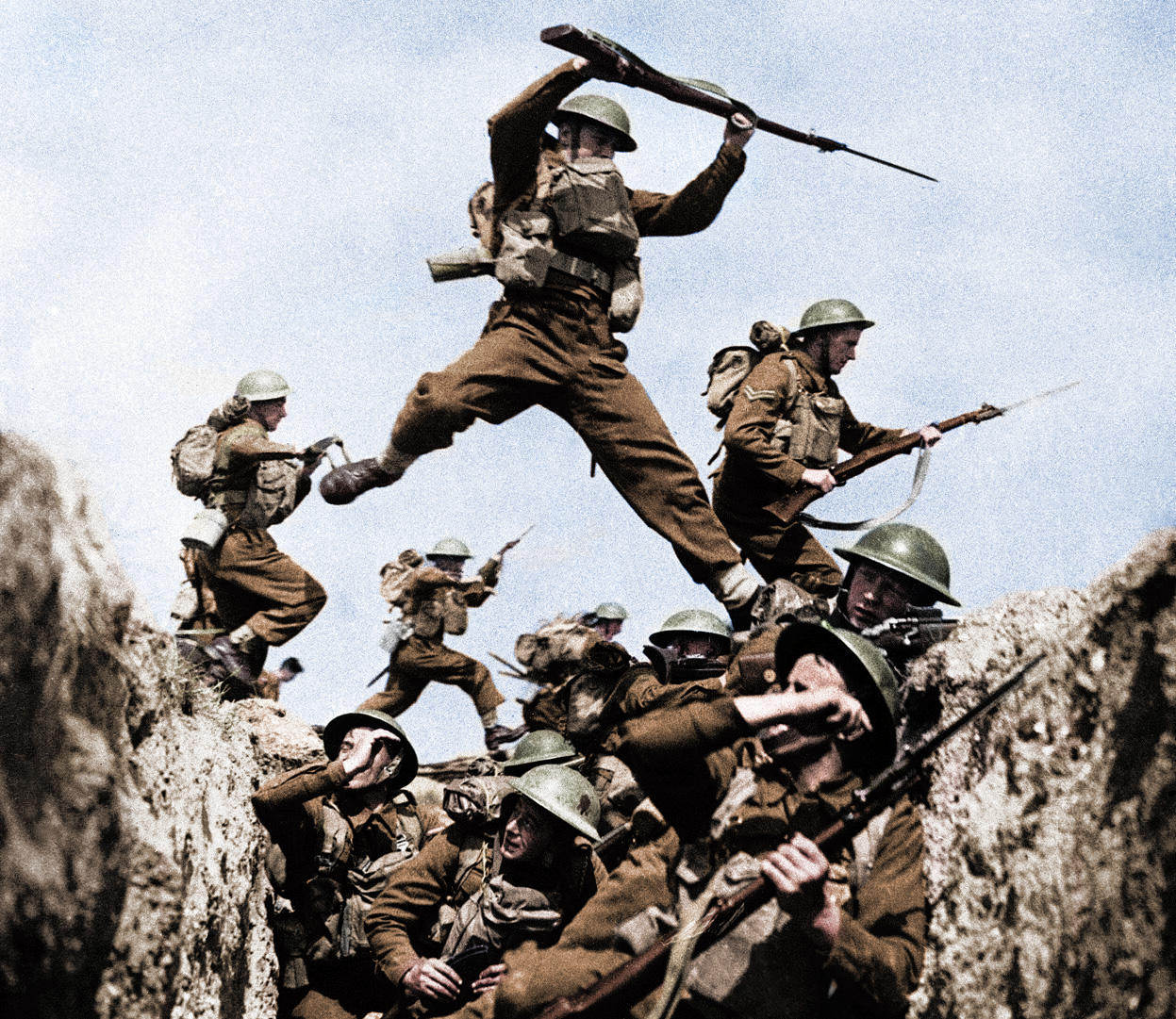
Fantassins du 6e bataillon du Black Watch à l'entraînement sur l'île de Wight le 10 août 1940.

Lors de la Seconde Guerre mondiale, Il est engagé sur presque tous les fronts : en France en 1940 puis en 1944, en Somalie britannique en 1940, en Crète et au Moyen-Orient en 1941, en Afrique du Nord en 1941-43, en Italie en 1943-45, en Grèce en 1944-45, en Birmanie (brigade Chindits) en 1944, aux Pays-Bas et en Allemagne en 1944-45.
Les 1re et 7e bataillons (154e brigade d'infanterie britannique) ainsi que le 5e (153e brigade d'infanterie britannique) s'illustrent en Afrique du Nord, notamment à El-Alamein. Tous trois faisant partie de la 51st Highland Division britannique.
En 1948, le 1er et le 2e bataillon fusionnèrent. Le régiment participe à la guerre de Corée (1952-1953).
Ses soldats ont rentré pour la dernière fois les couleurs britanniques lors de la cérémonie de rétrocession de Hong Kong à la Chine en juillet 1997. À cette occasion, le lance corporal Lee Wotherspoon, qui descendait l'Union Jack, obtient une petite célébrité à cause de son kilt remonté par un coup de vent,.
En 2003, il participa également à la guerre d'Irak.

### Bataillon duRoyal Scots
Ce régiment a été réuni le 28 mars 2006 avec tous les autres régiments écossais de l'armée britannique, c'est-à-dire les Royal Scots, les Royal Highland Fusiliers, les King's Own Scottish Borderers, les The Highlanders (Seaforth, Gordons and Camerons) et les Argyll and Sutherland Highlanders, pour former le Royal Regiment of Scotland. L'unité Black Watch n'est désormais qu'un bataillon, portant le nom de The "Black Watch", 3rd Battalion, The Royal Regiment of Scotland. Depuis 2007, il tient garnison au Fort George à Inverness.